# Covadonga

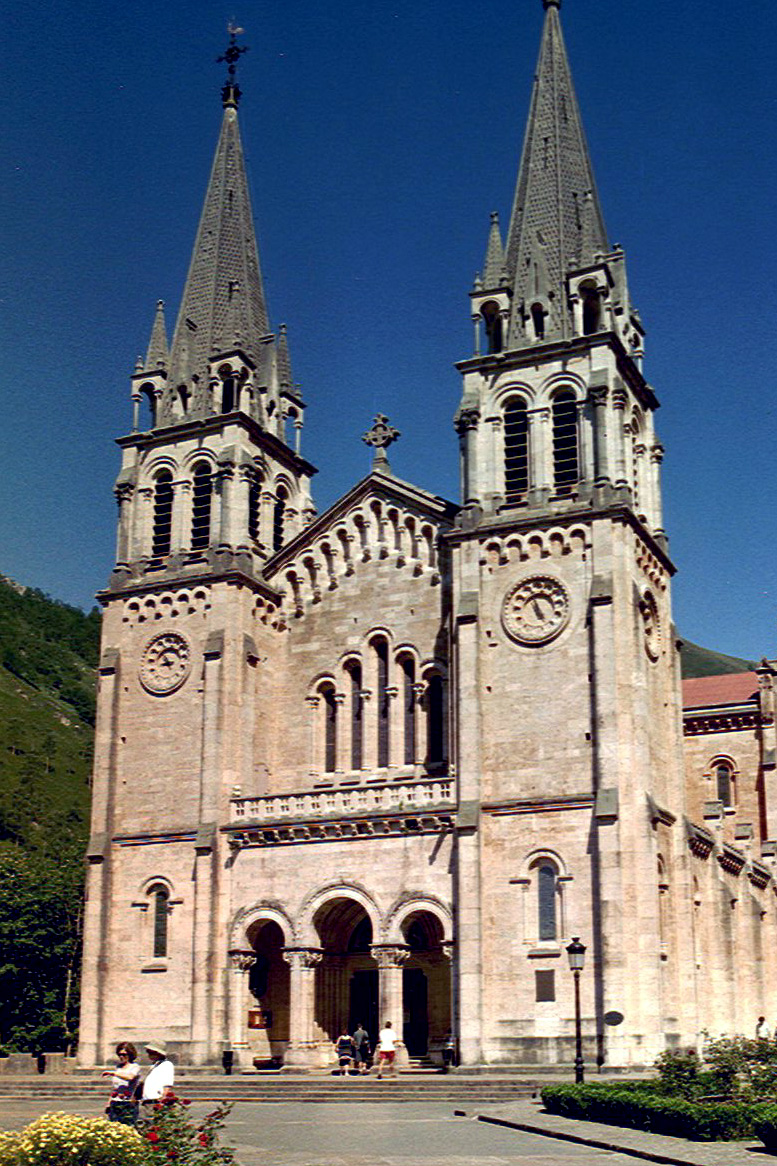
Basiliek in Covadonga

Covadonga is een dorp in de gemeente Cangas de Onís in de provincie Oviedo (autonome regio Asturië), 34 km ten zuiden van Ribadesella in het noordwesten van Spanje.
Het dorp ligt in het Nationale Park van de Picos de Europa, beslaat ongeveer 2,5 km² en telt slechts 70 inwoners (2004). In de bergen liggen twee bergmeren die samen de Meren van Covadonga worden genoemd. De beklimming naar deze meren wordt regelmatig opgenomen in wielerwedstrijden, waaronder de Ronde van Spanje.

## Nationaal monument
Covadonga is een nationaal historisch monument en een bedevaartsoord omdat in de slag bij Covadonga koning Pelayo in 722 de Moren versloeg, waarmee de Reconquista begon, die zeven eeuwen zou duren (1492, val van Granada). In de Santa Cueva of Heilige Grot, bevindt zich een kapel met de Virgen de Las Batallas, een houten 18de-eeuws madonnabeeld, en tevens de graftombe van Don Pelayo, zijn vrouw en zijn zuster. De kapel werd herhaaldelijk vernietigd en daarna terug gerestaureerd. De laatste keer dat dit gebeurde was tijdens de Spaanse Burgeroorlog (1936-1939).

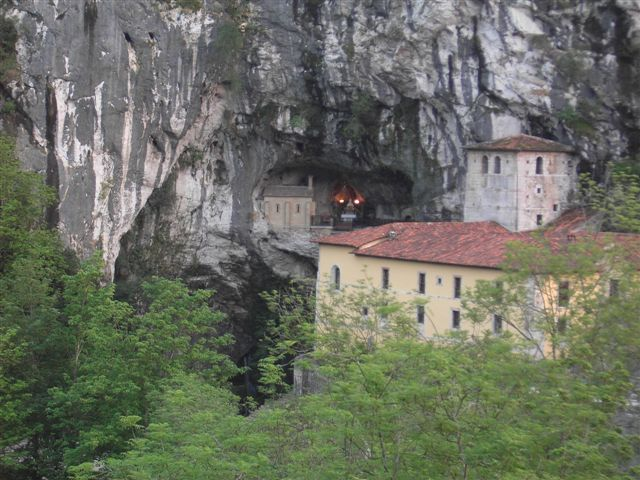
Klooster San Fernando bij de Heilige Grot

Don Pelayo hield zich hier schuil in zijn gevecht tegen de Moren. In 718 werd hier door Pelayo en zijn gezellen de Eed van Covadonga gezworen, die inhield dat zij tot het uiterste zouden vechten tegen de Moren, die daarna inderdaad verslagen werden, waardoor de krijgskans een keer nam. Ondanks het legendarisch karakter van verschillende elementen van de verhalen over Pelayo, werd hij een belangrijk symbool van de christelijke weerstand in de middeleeuwse geschiedenis van Spanje. In de islamitische geschiedschrijving is de Slag bij Covadonga slechts van ondergeschikte betekenis.
Van het klooster dat in 1777 door brand verwoest werd zijn alleen een binnenplaats en twee grafkapellen overgebleven.
De basiliek van Santa María la Real de Covadonga, naar een ontwerp van Roberto Frassinelli, gebouwd tussen 1877 en 1901 in een neoromaanse stijl, is rijk aan historische souvenirs.